# Baia della Čëša
La baia della Čëša (in lingua russa Чёшская губа, Čëšskaja guba) è una insenatura del mare di Barents, lungo la costa della Russia nordoccidentale. 

## Descrizione
La baia ha una forma arrotondata ed è racchiusa tra la terraferma e la penisola di Kanin; la sua lunghezza è intorno ai 110 km, mentre la larghezza massima è di circa 130 km; presso l'imboccatura, la profondità delle acque è di circa 55 metri.
Nel golfo della Čëša sfociano i fiumi: Volonga nella parte orientale, Pëša nella parte sud-orientale, Vižas, Oma e Snopa nella parte meridionale; il Čëša (che dà il nome all'insenatura) sfocia nella parte occidentale.
Il principale centro urbano lungo le sue coste è la cittadina di Indiga.